# Nam Thiếu Lâm

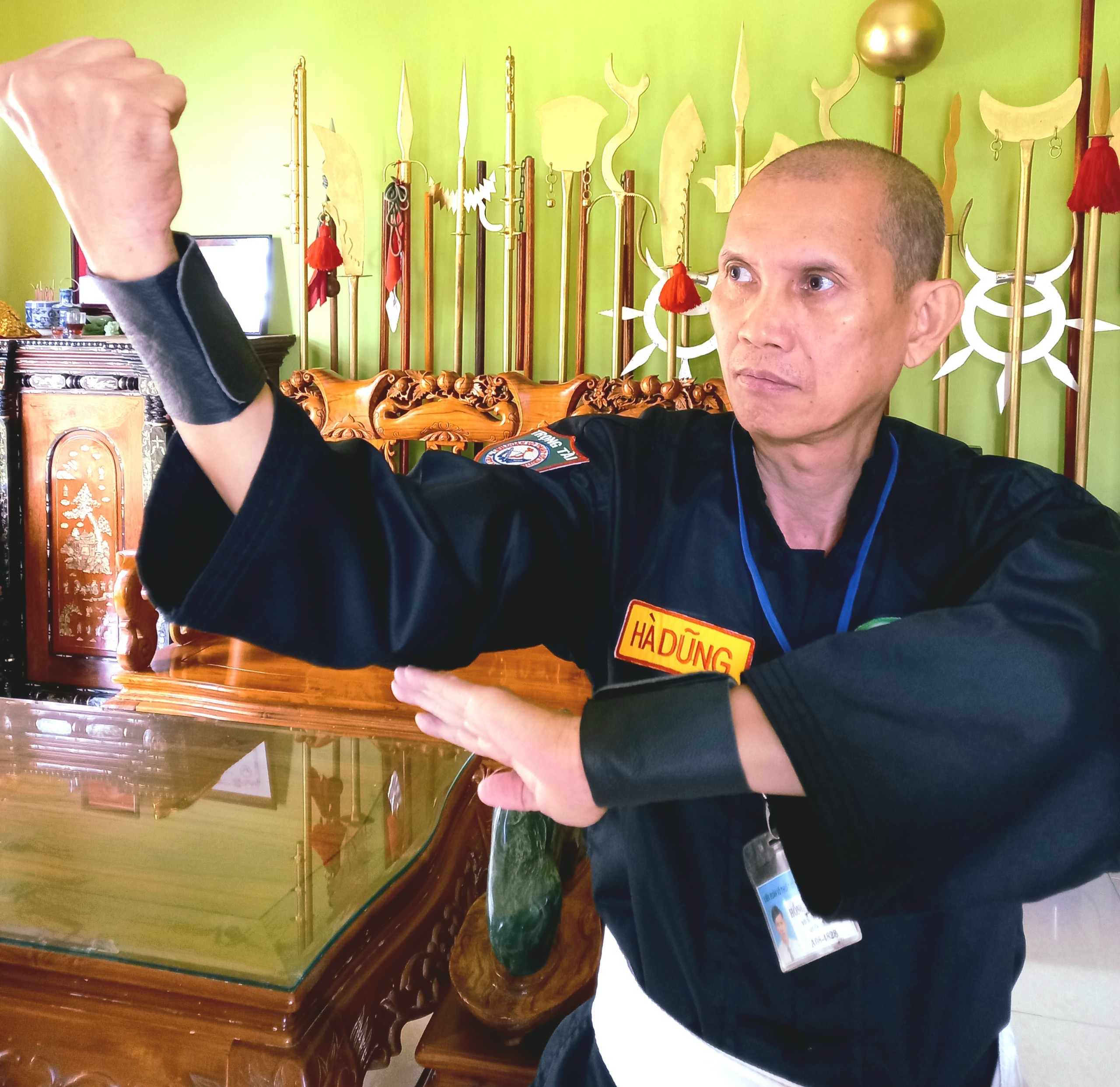
Một thế võ Nam Thiếu Lâm.

Xem chi tiết tại Võ Thiếu Lâm, Hồng Gia Quyền, Bạch Mi Quyền, Vịnh Xuân Quyền và Nam Quyền, Phương Thế Ngọc
Nam Thiếu Lâm (南少林) hay Thiếu Lâm Nam phái, còn được gọi là Nam Quyền, là tên gọi chung của tất cả các phái võ thuộc miền nam Trung Hoa có nguồn gốc từ chùa Nam Thiếu Lâm ở Phúc Kiến, Trung Quốc.
Tương truyền rằng các vị tăng nhân trong chùa này không được dùng vật sắc nhọn nên họ phải phát huy hết khả năng về ngạnh công để đáp ứng những nhu cầu trong cuộc sống như: chẻ củi, phát quang v.v. Người xưa có câu: "Nam quyền Bắc cước" và "Nam thuyền Bắc mã" để nói về các nét đặc trưng của 2 trường phái võ thuật này. Phía bắc Trung Quốc do địa hình đa số là thảo nguyên, đồng ruộng bao la nên dân chúng thường đi lại bằng ngựa, võ thuật cũng ảnh hưởng rất nhiều bởi lối đánh phóng khoáng, bay nhảy, đá... Phía nam Trung Quốc (các tỉnh như Hải Nam, Phúc Kiến) do hệ thống sông ngòi, ao hồ chằng chịt và giáp biển nhiều nên dân chúng dùng thuyền làm phương tiện đi lại và vận chuyển là chủ yếu. Chính vì sống trên sông nước nên những người này mã bộ phải vững chắc, những đòn thế bay nhảy nhiều không còn thích hợp nữa mà bù vào đó là lối đánh chí cương chí dương, một đòn chắc một đòn, mã bộ vững, điển hình như Hổ Hình Công của Hải Nam. Môn phái này do Võ sư Lâm Thi Quốc thành lập, đăng ký định danh từ 1986 và làm chủ nhiệm bộ môn cho đến nay. Trước đó, Võ sư Lâm Thi Quốc xuất thân từ Võ đường đoàn lân Thanh Liên, thụ học với sư phụ Lâm Hào (thường gọi Di Co). Hiện Võ đường đoàn lân Thanh Liên vẫn hoạt động dưới sự dẫn dắt của Võ sư Lâm Minh Kỳ, sư huynh Võ sư Lâm Thi Quốc. Về sau, các thế hệ sư đệ của Võ sư Lâm Minh Kỳ, Võ sư Lâm Thi Quốc còn thành lập Hổ Hình Môn (hoạt động tại tp.HCM) hay Shaolin Centre (hoạt động tại Canada)

## Lưu ý
Tiếng Việt hay dùng từ Thiếu Lâm Nam phái, ở Trung Hoa danh từ này rất ít được dùng, danh từ phổ biến là Nam Thiếu Lâm (南少林) hay Nam quyền Thiếu Lâm, gọi tắt là Nam quyền.
Thật ra các võ phái miền nam Trung Hoa đều có từ ngữ Thiếu Lâm phía trước như: Thiếu Lâm Hồng gia, Thiếu Lâm Châu gia, Thiếu Lâm Bạch Mi, Thiếu Lâm Vịnh Xuân, Thiếu Lâm Bạch Hạc phái,... đều là của Nam Thiếu Lâm chứ không phải của Thiếu Lâm Tung Sơn Hà Nam, được gọi bằng tên chung là Nam quyền, người Việt thích dùng từ nam phái, bắc phái như Thiếu Lâm Nam phái hay Thiếu Lâm Bắc phái chứ Trung Hoa chỉ dùng hai từ Nam quyền thay cho Thiếu Lâm Nam phái và Trường quyền thay cho Thiếu Lâm Bắc phái là đầy đủ ý nghĩa. Nội hàm khái niệm không có gì thay đổi.